# خوان إينوستروزا
خوان إينوستروزا (27 ديسمبر 1942 – 2 يونيو 1989) هو مبارز بالسيف تشيلي راحل، مثّل بلاده في الألعاب الأولمبية الصيفية 1976.

## روابط رياضية
خوان إينوستروزا على موقع أوليمبيديا (الإنجليزية)